# 明治25年板垣退助暗殺未遂事件

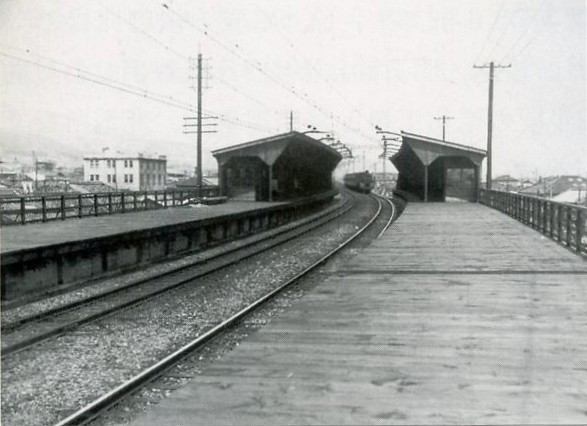
事件現場附近の「元町駅」
（1934年撮影）

明治25年板垣退助暗殺未遂事件（めいじ25ねんいたがきたいすけあんさつみすいじけん）とは、衆議院議員臨時総選挙（第2回衆議院議員総選挙）のために、1892年（明治25年）2月12日、兵庫県神戸市へ遊説に訪れた自由党総理（総裁）・板垣退助に対し、三ノ宮の路上（現在の「神戸元町」）踏切前において鷲田卯蔵が拳銃を用いて板垣暗殺を謀った事件。「板垣退助神戸三宮暗殺未遂事件」とも呼ばれる。護衛役の壮士・佐藤歳造が異変に気づき、板垣の乗る人力車を身を挺して守ったことにより未遂に終わった。

## 概略

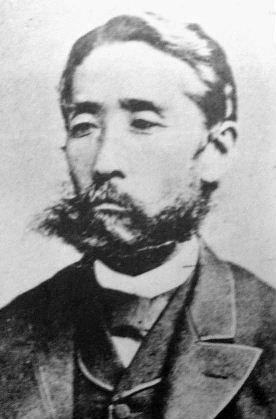
板垣退助（1886年頃撮影）

板垣退助は幕末・1863年（文久3年）、京都で命を狙われた文久3年乾退助暗殺未遂事件を嚆矢とし、なかでも1882年（明治15年）4月6日に起きた板垣暗殺未遂事件（板垣退助岐阜遭難事件）は、板垣自身の口から発せられた「吾死するとも自由は滅びず」の言葉が、新聞報道によって「板垣死すとも自由は死せず」と報じられたことにより世に名高い。板垣の名声が高まるに従い世間への影響力も増大する一方で、反対派は自由党の勢力を削ごうと画策し、幾度も暗殺未遂事件が起きた。板垣退助岐阜遭難事件から2年後には早くも「明治17年板垣退助暗殺未遂事件」が起きている。板垣は岐阜遭難事件の実行犯である相原尚褧の減刑を嘆願すると世間はまたこれに注目した。1889年（明治22年）相原が特赦を受け、5月11日、板垣邸に謝罪に訪れると板垣は相原に対して「他日（将来）、予（板垣）が國の行末を誤らんとせば、また白刄をもってて予（板垣）を殺(あや)めんとせよ」と諭したが、この言葉は再び反対勢力を刺激し挑発することになった。この2年後、板垣が東京神田で演説中、ナイフを所持した兇漢に襲撃される「明治24年板垣退助暗殺未遂事件」さらに翌年、岐阜遭難事件から10年後にあたる1892年（明治25年）、この「明治25年板垣退助暗殺未遂事件」が起きたが板垣は一貫して「私（板垣）一人を殺しても自由党の主張を封殺することは出来ない」と主張している。

## 事件の背景

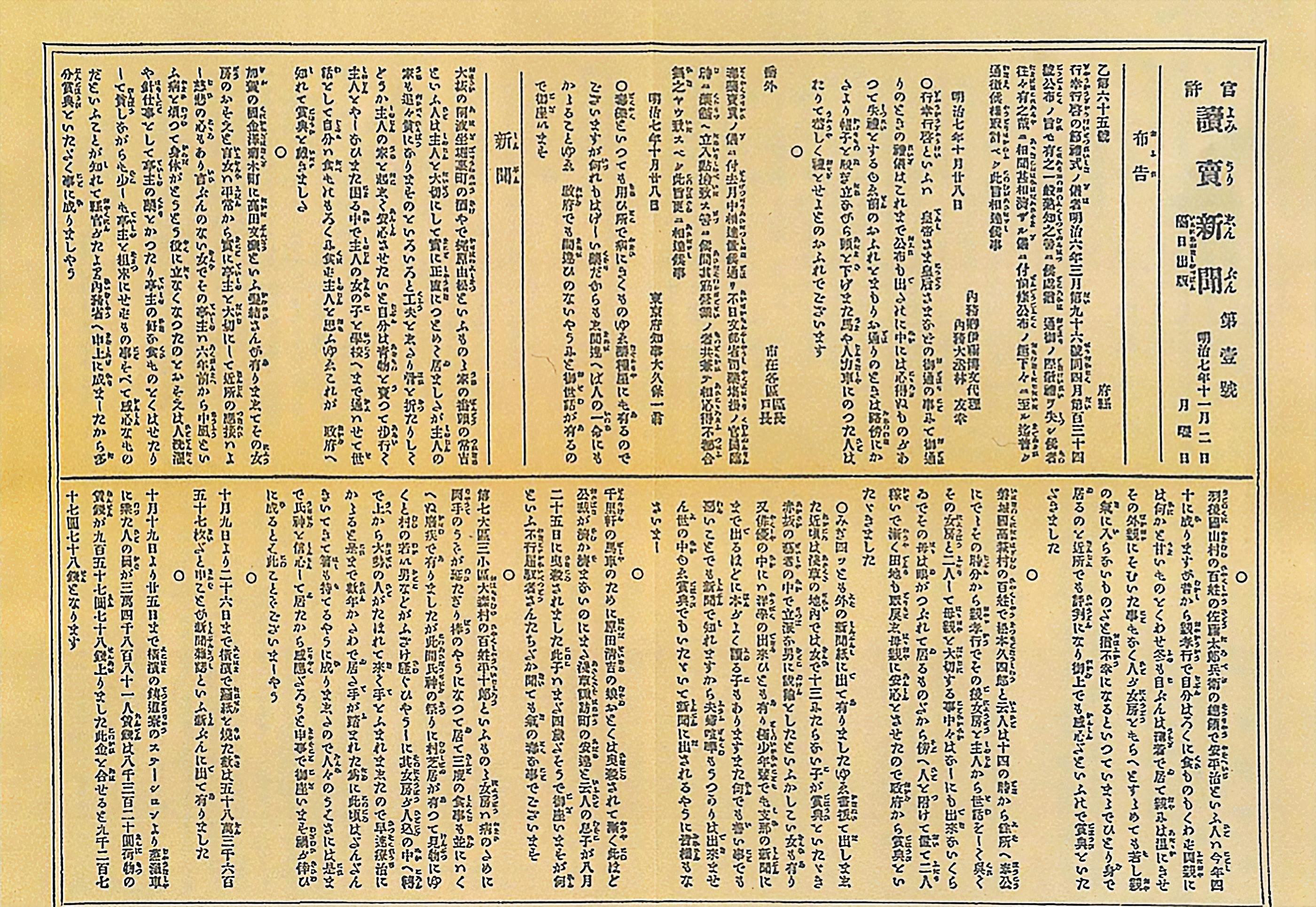
讀賣新聞

明治25年（1892年）民党と吏党の対立の高まる中、衆議院全国臨時総選挙が公示された。板垣はまず東北・福島地方を遊説して帰京したが、官憲による選挙妨害は著しく東京では、中正新聞、通信新聞、活世界、経世新報、読売新聞、自由、自由党報、寸鉄、都新聞、千代田新聞、報知新聞、国民新聞などが発行を停止され、高知では、土陽新聞、民報、土佐などが軒並み発行を停止され言論を圧迫された。
同年1月21日、土佐須崎の劇場で竹中靖明（活発太郎と称す）が政党演説中、吏党の暴漢数十名に襲撃され、壇上から引きずり降ろされ上、暴行を加えられ惨殺される事件が起き、しかも、演説会に臨監の警官数名は加害者を逮捕せずこの暴行を幇助した。
また1月25日には高知県幡多郡東中筋村の助役・川村氏が警官より「吏党候補に投票せよ。然らざれば後害があるぞ」と脅迫を受け、これを拒絶すると暴徒の襲撃を受け、死に瀕する暴行を受けたあと家宅を放火全焼させられた事件や、高知県吾川郡伊野村の中田氏へは暴徒が乱入した際、自由党の壮士がこれを捕縛したが、さらに暴漢10数名が巡査とともに乱入して先の被捕者を奪い去る事件が頻発。これに関連して死傷者が高知県だけでも数十名、家屋の破壊は80余戸、放火された家屋数十軒、勾引された者は数えきれない状況であったにもかかわらず、新聞発行が停止されていたために報道できない状況にあった。
板垣は「国民を味方として死生を共にし、終局の勝利を博するのほかなし」と意を決し、身を案じて諫止する声を諭して2月4日、関西遊説のため東京を発した。

## 暗殺未遂事件

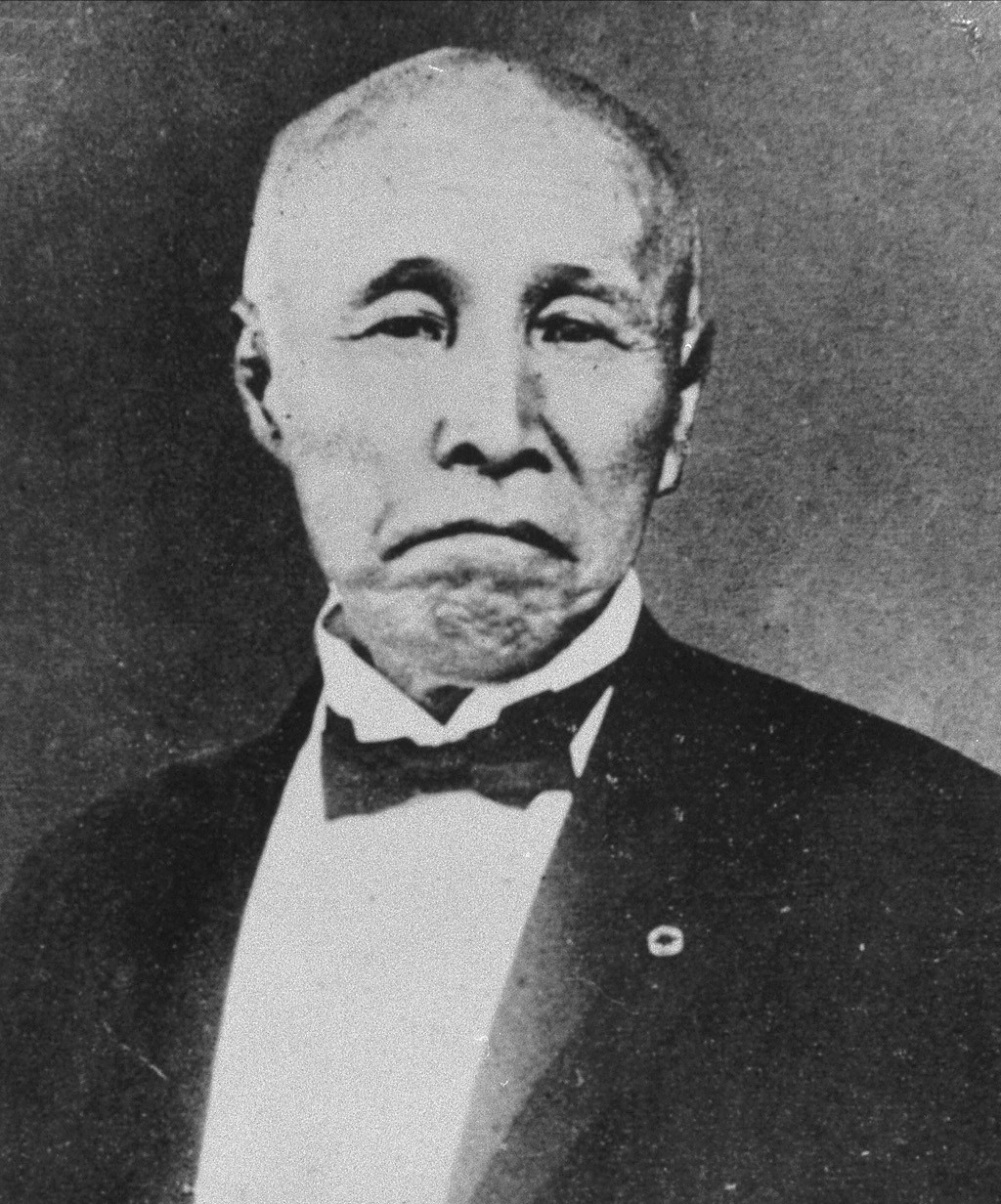
大隈重信

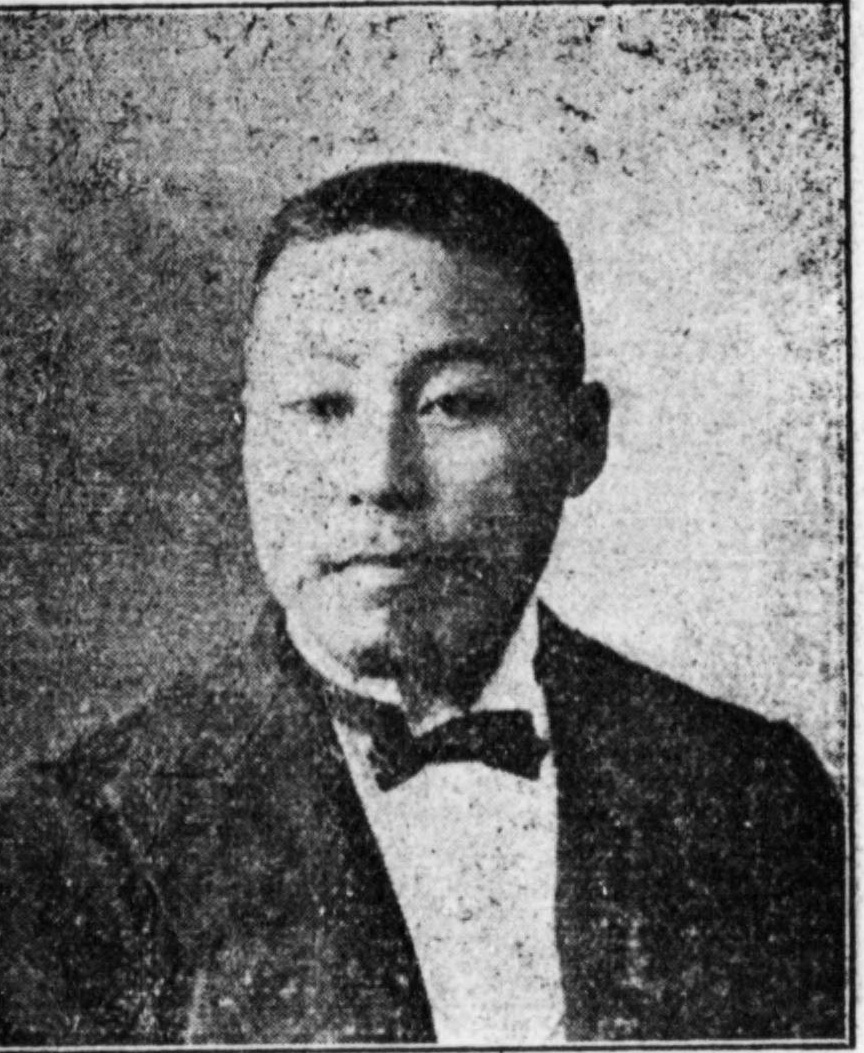
重症を負った楠目玄

板垣は岩倉具視暗殺未遂事件（赤坂喰違の変）を起こした中西茂樹の実弟・中西幸猪を護衛役として従え、自由党の応援演説のため関西を遊説した。2月11日の紀元節、大阪市西区土佐堀2丁目にある大阪青年会館での演説では、板垣は冒頭「いやしくも賄賂などによって選挙権を左右するはこれすなわち治安妨害である…」とわずか数語を発しただけで臨監の警部が演説中止を命じた。これは吏党の側にたつ警官による選挙妨害で、実際に選挙演説中に弁士が暴殺される事件、また警官は傍観してその状を制止しないなどの事件が頻発していた。板垣は東京からは護衛役として中西幸猪を従えていたが、大阪の自由党壮士・中島直義、佐藤歳造らが板垣の身を案じて護衛として随行することにした。
翌2月12日、板垣らは汽車で神戸に到着し諏訪山の演説会場へ向おうと、三宮（現在の三ノ宮ではなく元町附近）の駅を出て人力車で線路の踏切を渡ろうとした際、凶賊が拳銃で板垣を射殺しようとした。板垣の人力車の後方について護衛していた佐藤歳造は、咄嗟にこの異変に気づき、刀を片手に身を投げ出して人力車をかばった為、凶賊は板垣を狙い撃つことが出来なかった。佐藤歳造は旧因州鳥取藩士（馬廻格）の者で剣術に手慣れていた。凶賊は大阪の侠客・小林佐兵衛の子分で神戸の博徒を仕切っていた鷲田卯蔵で、官憲に賄賂を贈って3年間賭博を黙許されていた。それがために吏党の意を含み、自由党総理の板垣が来ることを知り、これを殺傷せんと秘かに機を窺っていた。
佐藤の大喝によって事件は未遂に終わったが、これがために神戸での演説会場はことごとく謝絶され、やむなく兵庫県会副議長・吉田氏宅にて演説せざるを得なかった。板垣は同日、播州龍野での演説会を予定していたが、この龍野でも刺客らに命を狙われかけている。翌13日、板垣退助、大隈重信は「集会及政社法違反」の嫌疑で告発された（後に証拠不充分で不起訴）。命の危険を顧みず、板垣は翌14日、この選挙最終日となる演説を大阪高槻で行い帰京した。同月15日、臨時総選挙が行われたが、高知県和田村では選挙の管理者である幡多郡書記の細川速水が殺害されて投票無効となり、高知県会議員・楠目玄は反対派に斬られ重傷を負った。

## 選挙結果
吏党側の選挙干渉による妨害にもかかわらず、当選者は自由党94名、改進党38名、独立倶楽部31名の民党議席163名に対し、吏党は中央交渉部95名、その他42名の議席数137名となったため、民党が絶対数を制した。